# Wadowice
Wadowice (średniowieczna nazwa niem. Frauenstadt) – miasto w południowej Polsce, w województwie małopolskim, siedziba władz powiatu wadowickiego i gminy miejsko-wiejskiej Wadowice. Położone jest w zachodniej części na Pogórzu Śląskim, południowej w Beskidzie Małym, nad rzeką Skawą. Przez miasto przebiegają: droga krajowa nr 28, droga krajowa nr 52 i linia kolejowa nr 117.
Według danych GUS z 1 stycznia 2024 r. Wadowice miały 17 196 mieszkańców.
Miasto, po raz pierwszy wzmiankowane w 1325 r., początkowo było niewielkim ośrodkiem, lecz od końca XVIII w., wraz z budową traktu środkowogalicyjskiego łączącego Lwów z Wiedniem, a także przeniesieniem przez władze austriackie siedziby cyrkułu wadowickiego, zaczęło się szybciej rozwijać. Obecnie – jako miasto rodzinne papieża Jana Pawła II – stanowi ważny ośrodek pielgrzymkowy.

## Geografia

### Położenie
Miasto położone jest we wschodniej części Pogórza Wielickiego, na przedpolu Beskidu Małego, nad rzeką Skawą.
Wadowice leżą w Małopolsce, w dawnej ziemi krakowskiej. W okresie istnienia księstwa oświęcimskiego i księstwa zatorskiego Wadowice należały do Królestwa Czech, po czym w 1564 zostały formalnie włączone do województwa krakowskiego, stanowiącego część Małopolski.
Miasto położone jest w zachodniej części województwa małopolskiego, w powiecie wadowickim, w gminie miejsko-wiejskiej Wadowice.
Wadowice zajmują 10,52 km² (1 stycznia 2022).

### Ukształtowanie powierzchni i geologia
Obszar miasta charakteryzuje się dużym zróżnicowaniem wysokości względnej: w zachodniej części wzniesienia dochodzą do 318 m n.p.m., obniżając się w kierunku wschodnim – najniżej położony punkt miasta znajduje się w północnej części doliny Skawy i leży około 263 m n.p.m. Centrum miasta znajduje się na stożku napływowym Choczenki, pochodzącym z okresu zlodowacenia. Osady żwirowe przykryte są materiałem drobnoziarnistym – piaskami i mułkami. Koryta rzek i potoków przepływających przez miasto są żwirodenne.

### Klimat
Miasto leży w Karpackim regionie klimatycznym. Średnia roczna temperatura powietrza w wieloleciu 1971–2000 wynosiła 8 °C. Najcieplejszym miesiącem był lipiec, w którym temperatura w omawianym okresie wynosiła 17 °C, natomiast w najzimniejszym miesiącu – styczniu – temperatura średnio nie przekraczała −1 °C. Suma rocznych opadów w wieloleciu 1971–2000 wynosiła ok. 750 mm.

### Hydrografia
Obszar Wadowic jest położony w zlewni Skawy. Na terenie miasta uchodzi do niej Choczenka (zachodnia część miasta), Dąbrówka (południowa część) oraz Kleczanka (wschodnia część miasta). Część północną miasta odwadnia ciek zasilający stawy hodowlane, mający początek na jazie na Choczence przy ul. Batorego. Sieć rzeczna Wadowic zmieniała się wraz z rozwojem młynarstwa wodnego i jeszcze na początku XX w. funkcjonowało w mieście kilka młynówek łączących naturalne cieki. Wraz z upadkiem młynarstwa koryta te były zasypywane lub włączane w obręb sieci kanalizacyjnej i melioracyjnej. W północnej części Wadowic znajduje się kompleks stawów hodowlanych.

### Ochrona środowiska
Według raportu Światowej Organizacji Zdrowia w 2016 roku Wadowice zostały sklasyfikowane jako dwudzieste najbardziej zanieczyszczone miasto Unii Europejskiej.
Północne części miasta, tj. część doliny Skawy oraz stawy, są chronione jako obszar Natura 2000 Dolina Dolnej Skawy. Dolinę Skawy wypełnia zwarty kompleks leśny, zarządzany przez Nadleśnictwo Andrychów.

## Historia

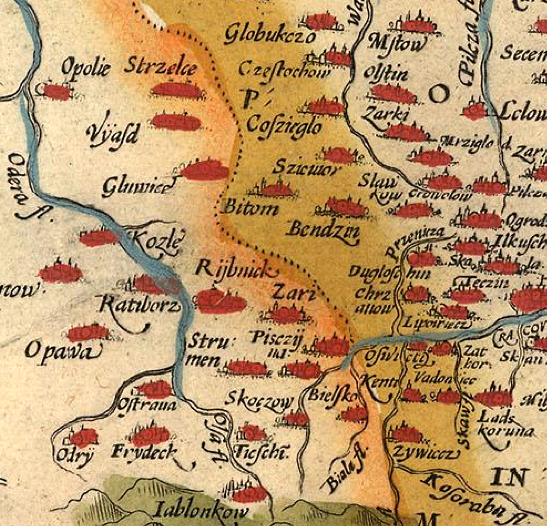
Wadowice w granicach Korony Królestwa Polskiego jako Vadowice na mapie Wacława Grodzieckiego wydrukowanej w 1592

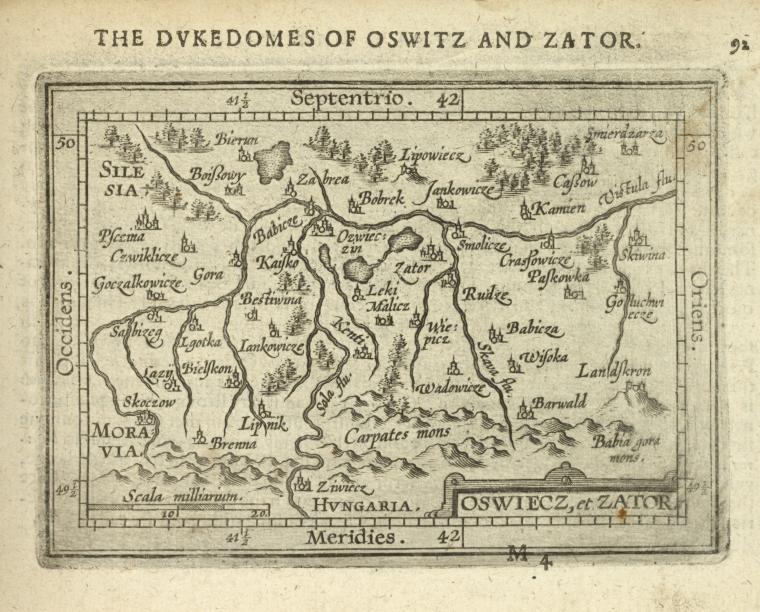
Wadowice na mapie Księstwa Oświęcimskiego i Zatorskiego – mapa Abrahama Orteliusa z 1603

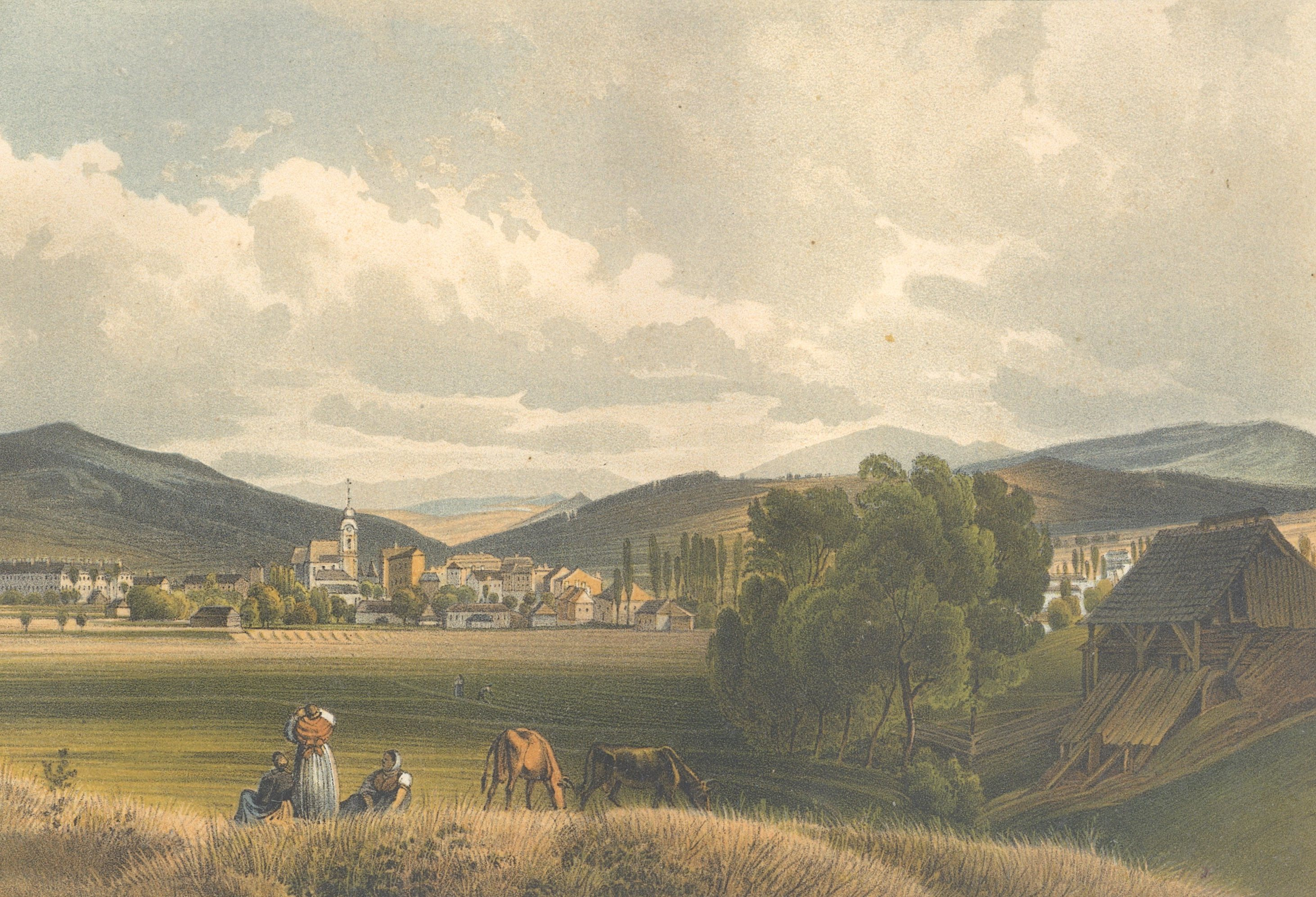
Panorama Wadowic w 1843

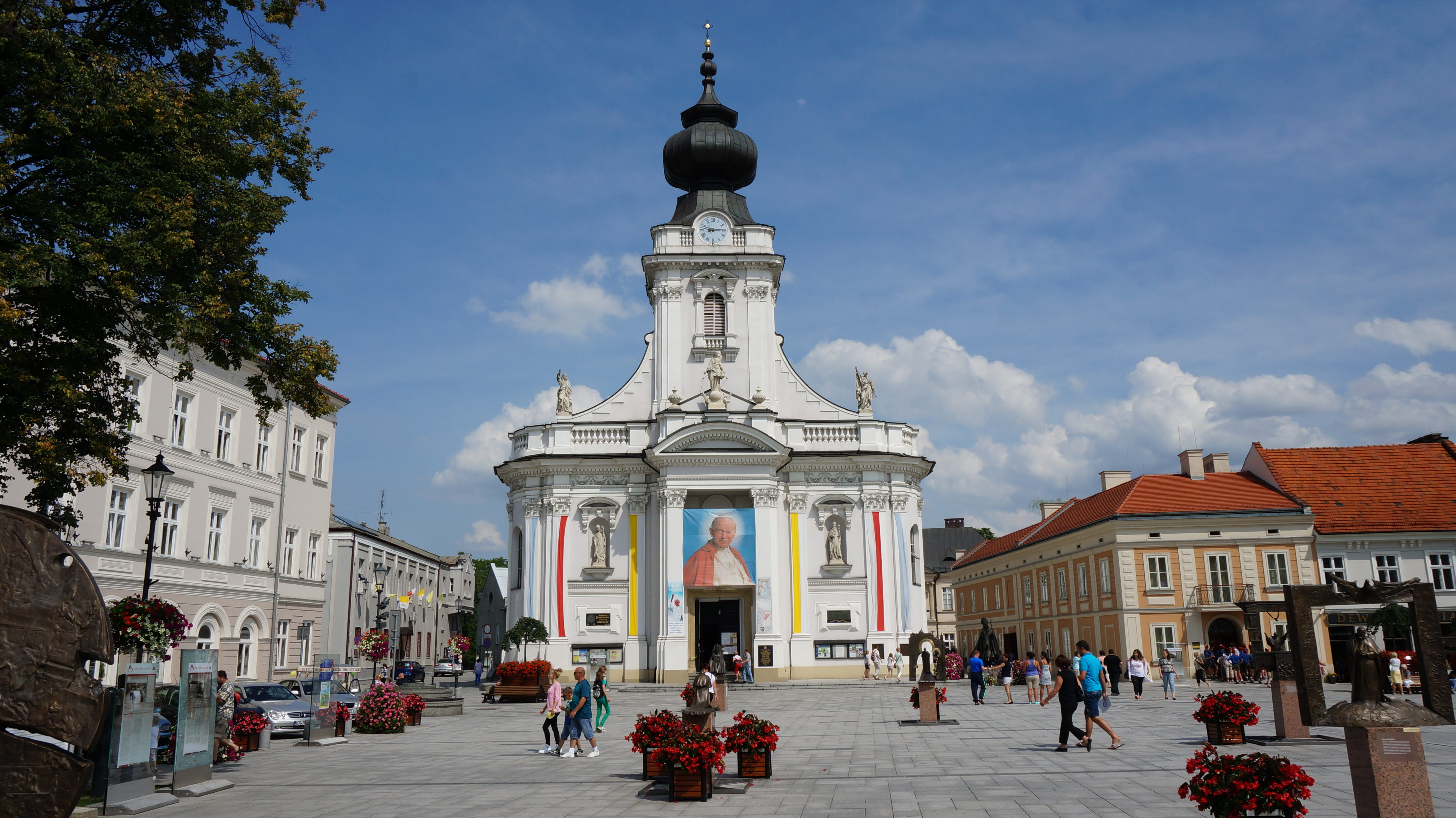
Bazylika Ofiarowania Najświętszej Maryi Panny

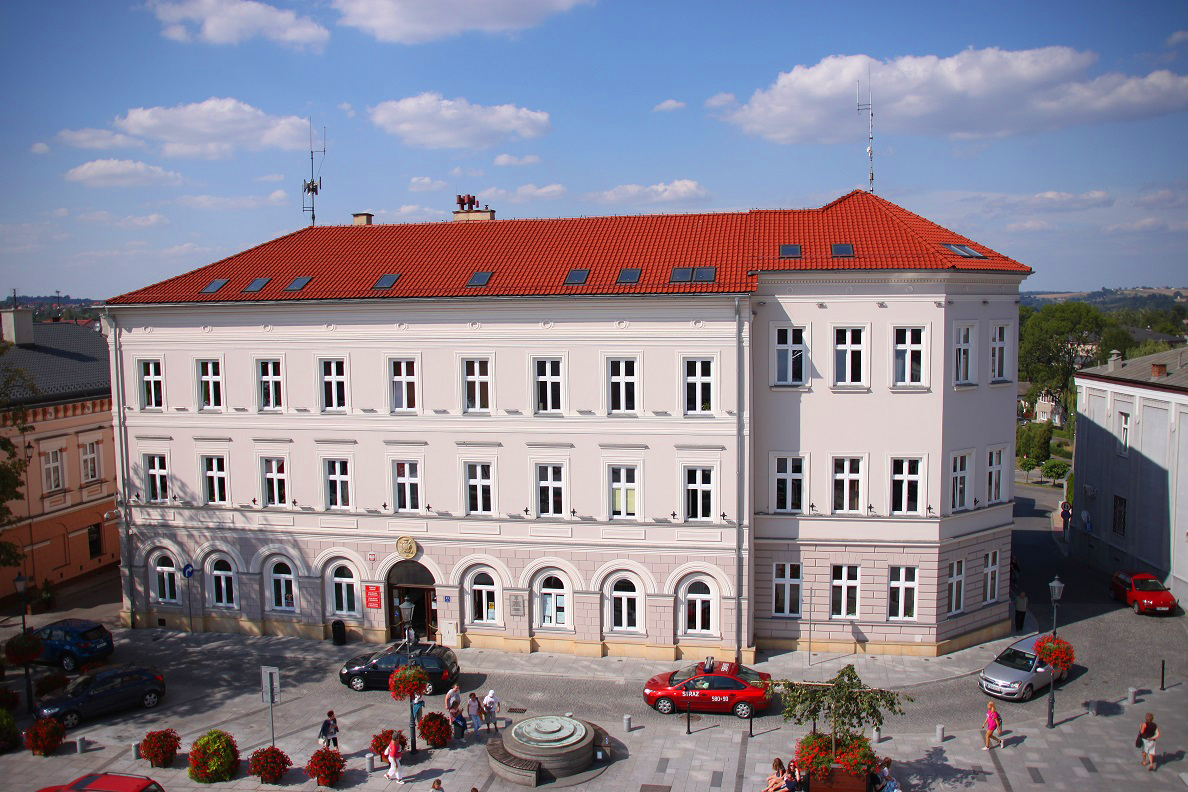
Urząd Miejski z fragmentem placu Jana Pawła II

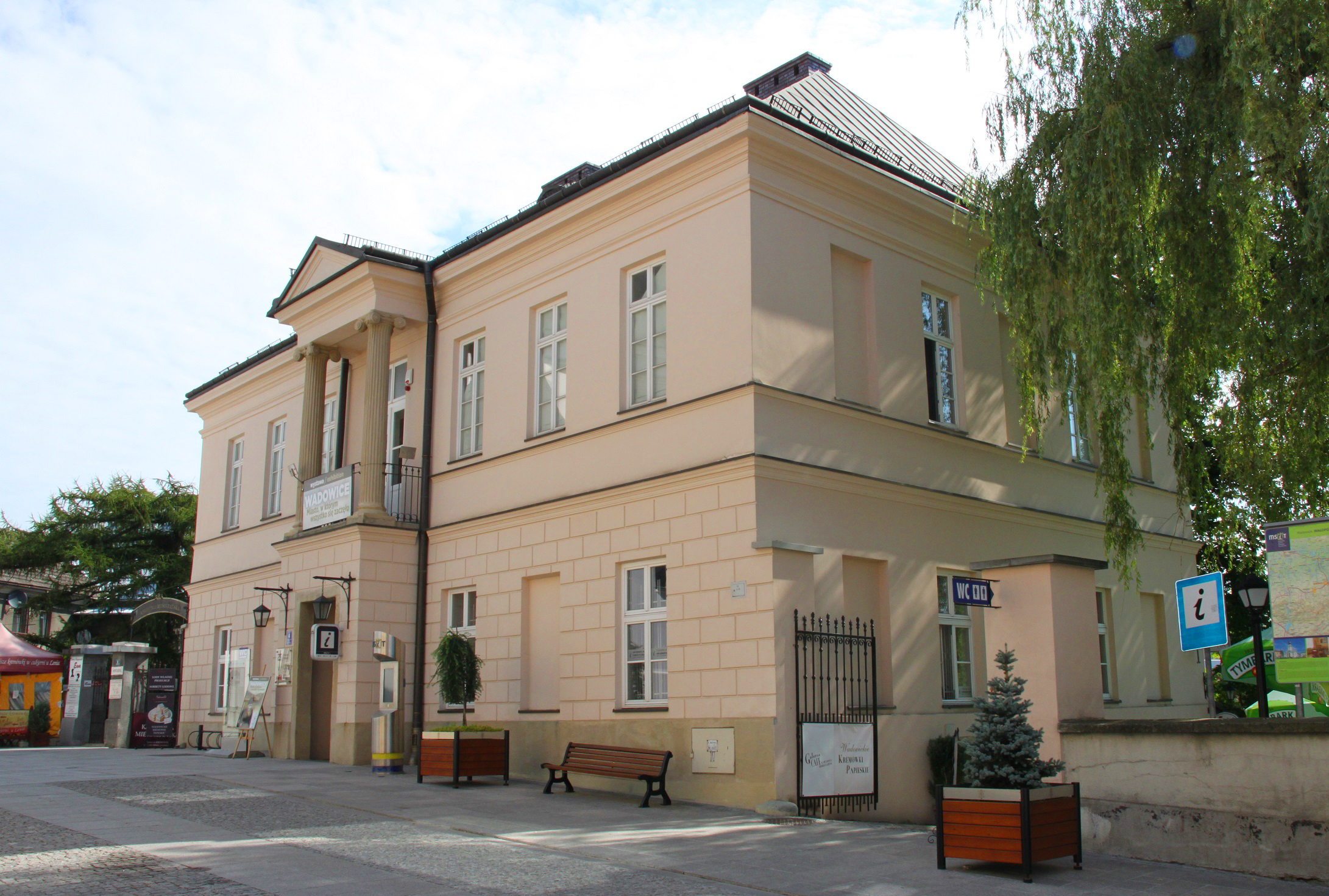
Budynek Muzeum Miejskiego i Centrum Informacji Turystycznej

Najstarszymi osadami w bezpośrednim sąsiedztwie Wadowic były Roków, a dalej, w górę Skawy, Mucharz, obie wzmiankowane w 1254. Kasztelania oświęcimska należała wówczas do księstwa opolskiego. Około 1315 powstało samodzielne księstwo oświęcimskie, którego pierwszym księciem został Władysław I oświęcimski. To jemu przypisuje się założenie miejscowości, nie wykluczone że pierwotnie nazwa miejscowości brzmiała Władowice. Nazwa miasta została zapisana w spisie świętopietrza z XIV w. jako Wadowicze. Dokument biskupstwa krakowskiego pochodzi z 1326, ale dotyczy sytuacji z roku 1325. Są w nim wymienione wszystkie kościoły w diecezji krakowskiej i jest też wśród nich kościół w Wadowicach, jako filia parafialna kościoła z Mucharza. Kolejna wzmianka o mieście pochodzi z 27 lutego 1327, kiedy to w akcie hołdu lennego złożonego królowi czeskiemu Janowi Luksemburskiemu przez księcia oświęcimskiego Jana I Scholastyka wymienione są miasta i miasteczka, w tym miasteczko (oppidum) Wadowicz.
Kolejna wzmianka o miejscowości pojawiła się dopiero w 1400 w postaci die stat genant Frawenstat. W międzyczasie musiał nastąpić napływ osadników niemieckich i miasto mogło stanowić nawet skraj bielskiej wyspy językowej. W tym czasie pojawiły się również nazwy Jungferstadt i Frauendorf, a nazwy te miały nawiązywać zdaniem Rudolfa Temple do Matki Boskiej, jednak Krzysztof Koźbiał uznaje to wyjaśnienie za nieuzasadnione.
Podczas rządów księcia oświęcimskiego Kazimierza, w 1430 wielki pożar doszczętnie strawił Wadowice. Aby szybko odbudować miasto, książę Kazimierz przywilejem z 10 listopada 1430 nadał Wadowicom prawo chełmińskie. Nadanie Wadowicom tego prawa było ewenementem, gdyż stosowano je przede wszystkim w Prusach i na Pomorzu. Prawdopodobnie książę Kazimierz chciał pobudzić aktywność wadowiczan, nadając prawo bardziej elastyczne od prawa magdeburskiego i średzkiego (łac. ius novi fori). Przywilej książęcy zapewniał mieszkańcom Wadowic znaczne korzyści, np. zostali oni zwolnieni od powinności na rzecz księcia przez sześć lat. Wadowiczanie uzyskali również prawo wolnego targu wraz z prawem jednej mili, tj. swobodnym i wyłącznym prawem prowadzenia działalności krawieckiej, szewskiej i sukienniczej oraz karczmarskiej i piwowarskiej.
W 1445 powstało księstwo zatorskie, w którego granicach znalazły się Wadowice. W latach 1482–1493 miasto pozostawało pod rządami Władysława z rodu Piastów. W 1564 wchodziło w skład starostwa zatorskiego. 8 marca 1765 roku król Stanisław August Poniatowski darował Wadowice, będące wówczas częścią  starostwa zatorskiego, Adamowi Mrozowickiemu, staroście stęgwilskiemu i regimentarzowi wojsk koronnych na Ukrainie.
W 1772, w wyniku pierwszego rozbioru Polski, Wadowice wcielono do Imperium Habsburgów jako część Galicji. Wtedy też, za sprawą wybudowanego w latach 1780–1785 Pierwszego Galicyjskiego Traktu Handlowo-Pocztowego, który łączył Lwów z Wiedniem, tempa nabrał rozwój miasta. W 1819 Wadowice stały się siedzibą władz rozległego cyrkułu wadowickiego, obejmującego 3380 km², 10 miast, 2 osady targowe i 340 wsi z 350 tys. mieszkańców. Pierwszym naczelnikiem obwodu wadowickiego był Ludwik de Sertes, a miasto miało wówczas 2500 mieszkańców. 1 czerwca 1888 uruchomiono linię kolejową Kalwaria Zebrzydowska Lanckorona – Bielsko-Biała Główna, która przebiegała przez Wadowice.
W listopadzie 1918 miasto powróciło do odrodzonej Polski. W okresie międzywojennym rozwijała się oświata i kultura. W tym okresie, w domu przy ul. Kościelnej 7 urodził się Karol Wojtyła, późniejszy papież Jan Paweł II.
Podczas II wojny światowej Wadowice były pod okupacją niemiecką. Administracyjnie zostały włączone do III Rzeszy. W tym okresie obowiązywała nazwa Wadowitz. Planowane wprowadzenie starej (pochodzącej z okresu lokacji miasta) nazwy Frauenstadt nie doszło do skutku. 26 stycznia 1945 roku oddziały 38 Armii 4 Frontu Ukraińskiego wyparły wojska niemieckie z Wadowic (na cmentarzu znajdują się mogiły ok. 1500 żołnierzy radzieckich).
W okresie okupacji w Wadowicach powstało getto dla ludności żydowskiej, zlikwidowane przez Niemców 10 sierpnia 1943 roku.
6 kwietnia 1945 Ministerstwo Bezpieczeństwa Publicznego utworzyło Centralne Obozy Pracy. Obóz pracy nr 181 powstał w Wadowicach.
W 1975, w wyniku reformy administracyjnej, Wadowice przestały pełnić funkcję stolicy powiatu. W latach 1975–1998 miasto leżało w województwie bielskim. 16 października 1978 wadowiczanin kardynał Karol Wojtyła wybrany został papieżem. Jan Paweł II odbył trzy pielgrzymki do miasta: w 1979, 1991 i 1999.

## Zabytki
Do rejestru zabytków wpisane są:

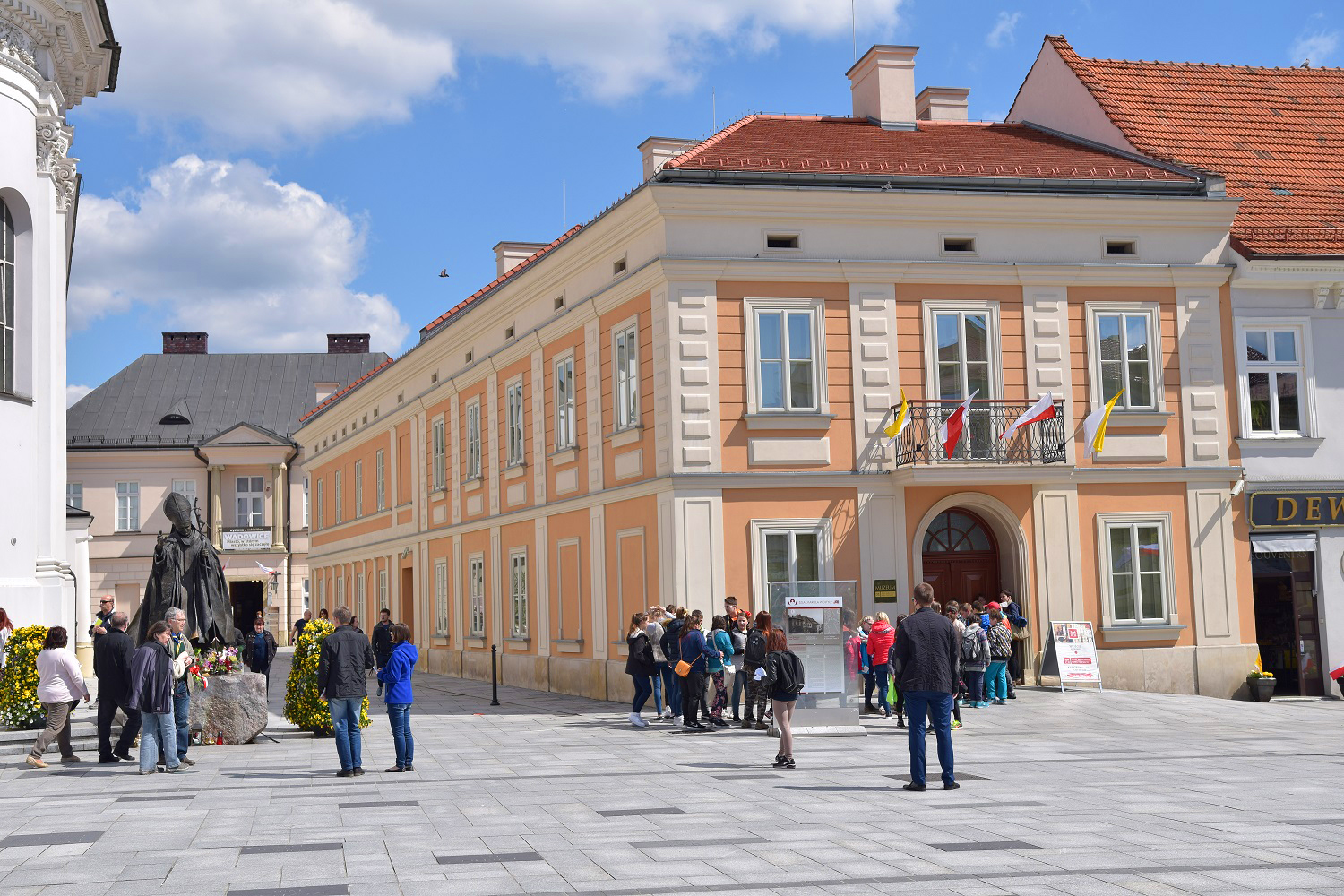
Muzeum Dom Rodzinny Ojca Świętego Jana Pawła II

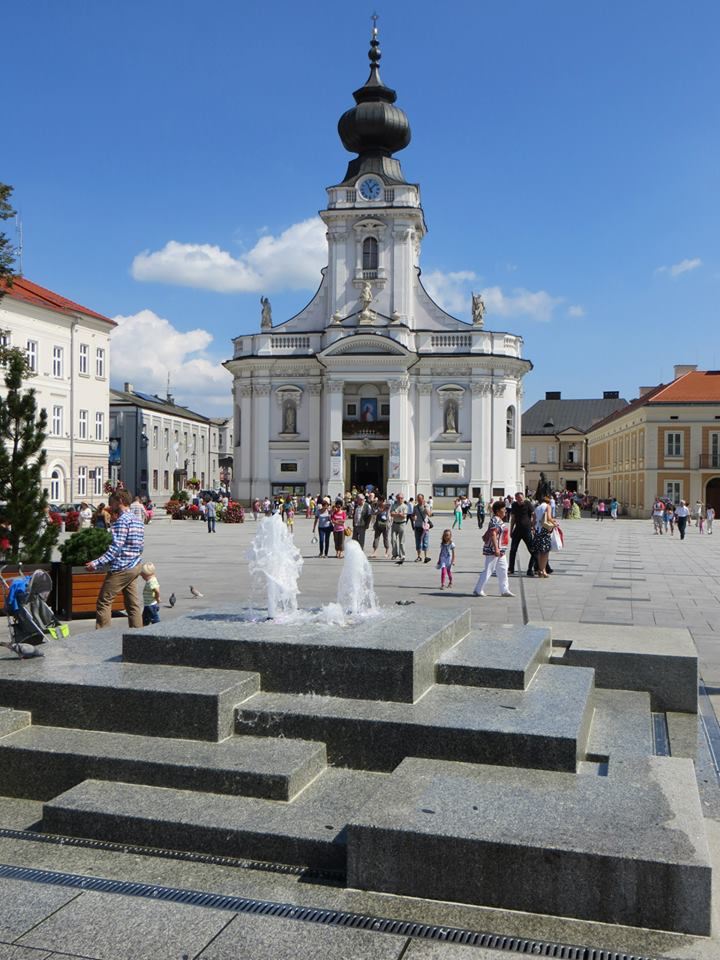
Plac Jana Pawła II

- układ urbanistyczny (nr rej. A-514 z 16.09.1987)
- bazylika Ofiarowania Najświętszej Maryi Panny w Wadowicach przy pl. Jana Pawła II (nr rej. A-737 z 9.06.1999)
- kościół klasztorny karmelitów bosych pw. św. Józefa przy ul. Karmelickiej 22 (nr rej. A-6/M z 17.04.2003)
- cmentarz rzymskokatolicki przy ul. Zegadłowicza 72 z kaplicą grobową rodziny Słapów (nr rej. A-495/86 z 24.04.1987)
- cmentarz żydowski (nr rej. A-661/91 z 8.06.1990)
- cmentarz wojskowy przy ul. Wojska Polskiego (nr rej. A-496/87 z 24.04.1987)
- dom przy ul. 1 Maja 40 (nr rej. A-422/82 z 14.04.1982)
- zespół dworski z dworem „Mikołaj” przy ul. Błonie (nr rej. A-426/87 z 24.03.1987)
- dom przy ul. Kościelnej 4 (nr rej. A-457/86 z 7.11.1986)
- tzw. Dom Solny przy ul. Kościelnej 6 (nr rej. kl.V-115/5/53 z 23.01.1953)
- kamienica przy ul. Zatorskiej 2, narożna z pl. Jana Pawła II (nr rej. A-695/93 z 13.12.1993)
- dawny Sąd Obwodowy przy ul. Żwirki i Wigury 7/9 (nr rej. A-8/MN z 26.06.2003)

### Pomniki

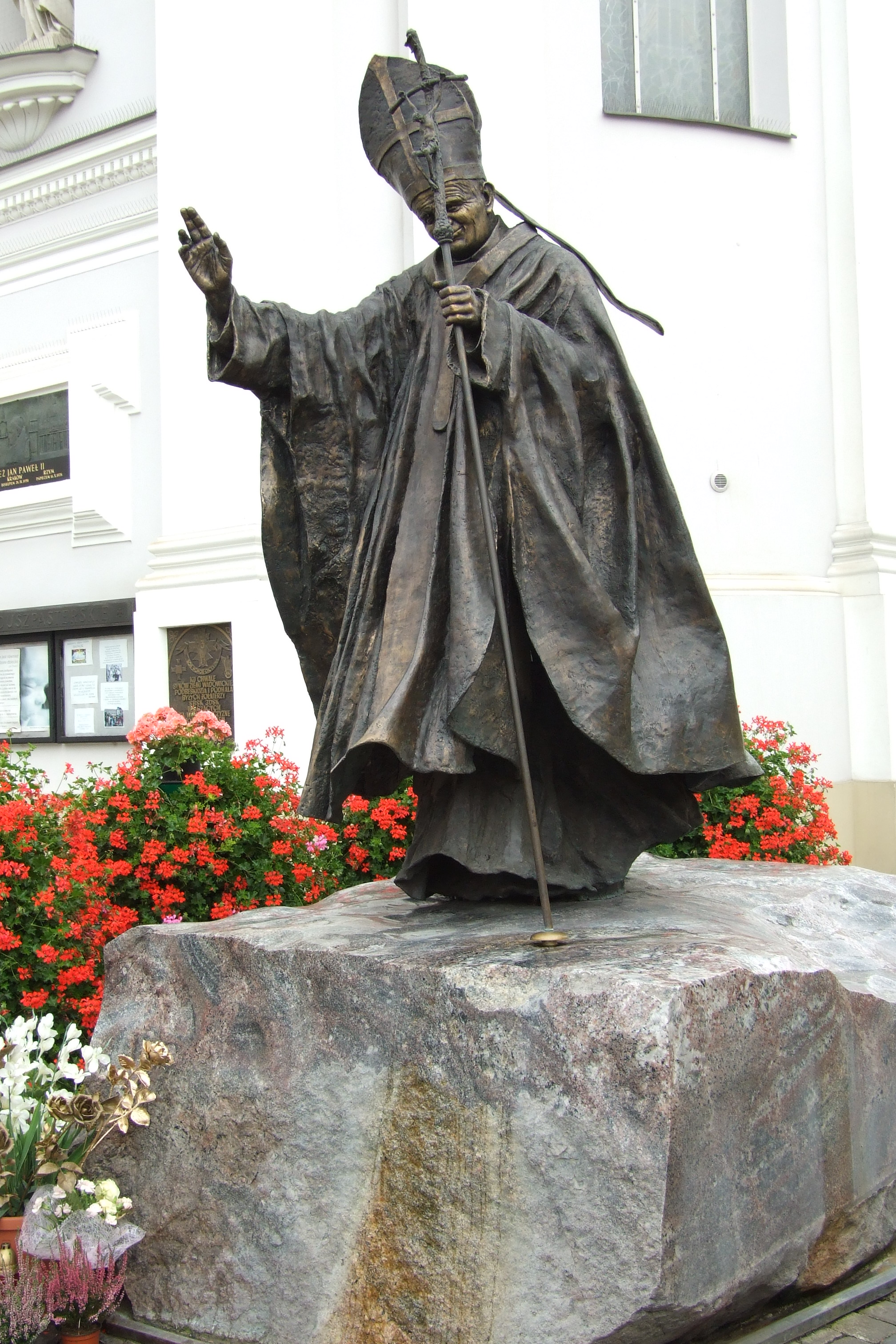
Pomnik Papieża Jana Pawła II

- Pomnik Papieża Jana Pawła II na rynku,
- Pomnik Jana Pawła II przy kościele św. Piotra w Wadowicach,
- Krzyż Katyński, odsłonięty 22 kwietnia 2010,
- Pomnik upamiętniający stulecie harcerstwa w Polsce, odsłonięty 18 września 2010,
- Pomnik żołnierzy 12 pułku piechoty (nazywany pomnikiem nieznanego żołnierza),
- Popiersie Emila Zegadłowicza przy budynku I Liceum Ogólnokształcącego w Wadowicach,
- Pomnik pomordowanych nauczycieli przed dawnym budynkiem „Sokoła”,
- Pomnik św. Rafała Kalinowskiego przy klasztorze karmelitów.

## Demografia
- Piramida wieku mieszkańców Wadowic w 2014[29].

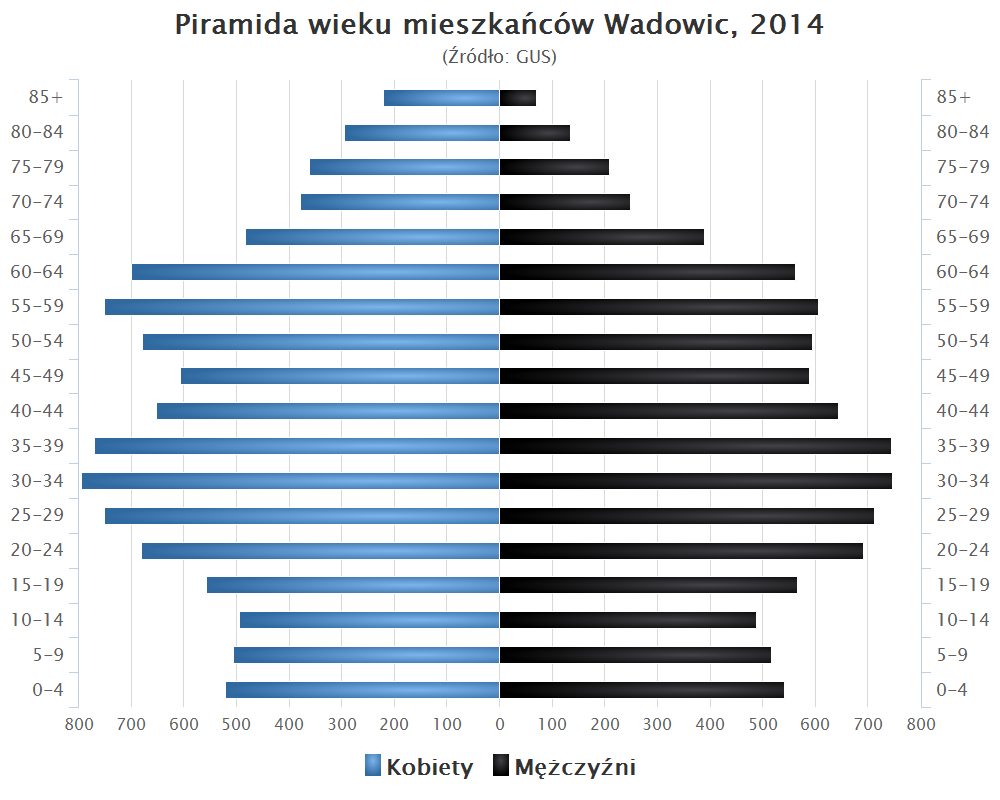

## Transport

### Transport drogowy
- droga krajowa nr 28: Zator – Wadowice – Sucha Beskidzka – Limanowa – Nowy Sącz – Gorlice – Biecz – Jasło – Krosno – Sanok – Medyka
- droga krajowa nr 52: Głogoczów – Wadowice – Andrychów – Kęty – Bielsko-Biała

W czasach Polski Ludowej, od początku lat 70. do grudnia 1985 roku, przez miasto przebiegały droga państwowa nr 221 Oświęcim – Wadowice – Rabka i droga międzynarodowa E7 Cieszyn – Kraków – Warszawa.

### Transport kolejowy

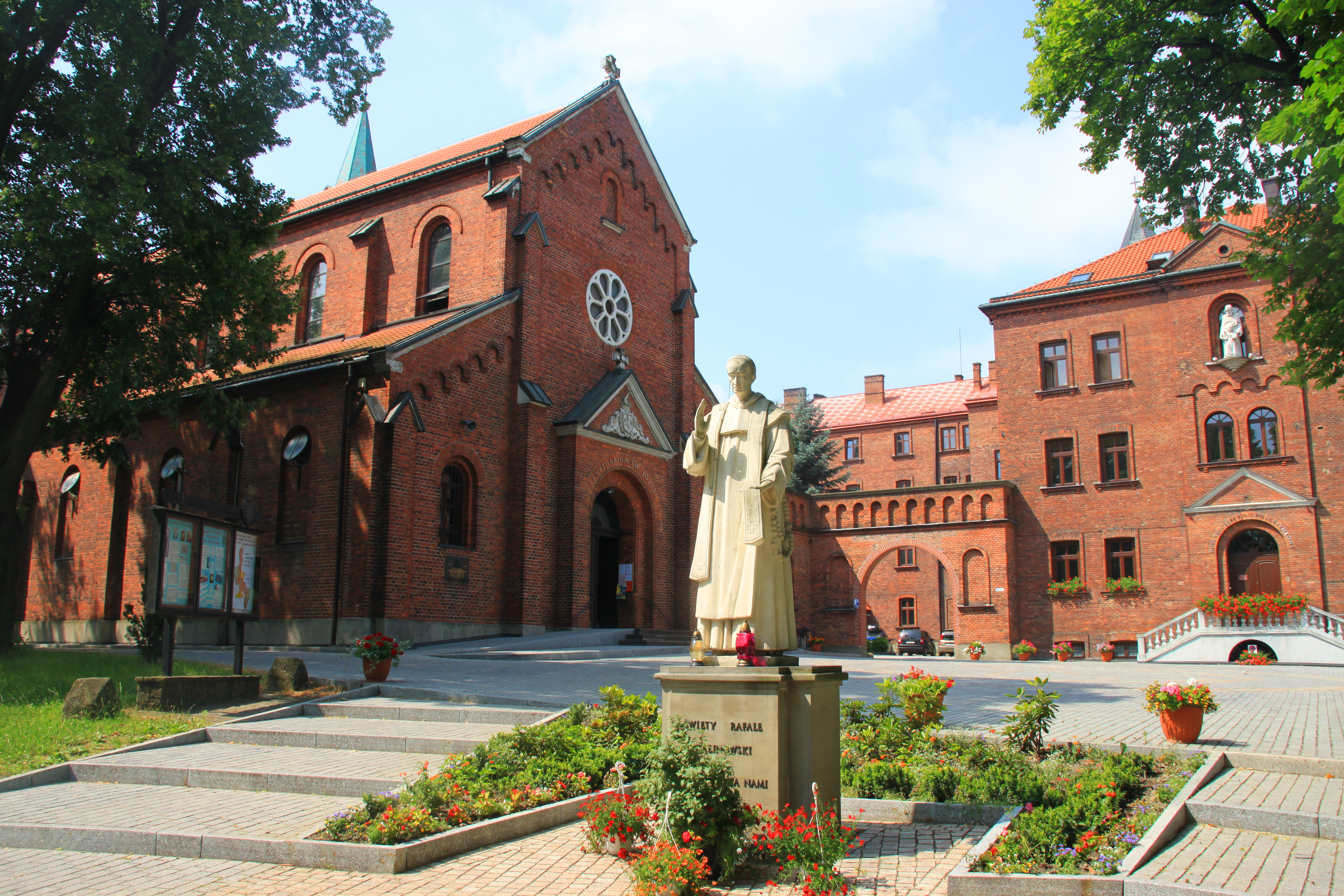
Klasztor Karmelitów Bosych i Sanktuarium św. Józefa

Przez miasto przechodzą dwie linie kolejowe: 103 Trzebinia – Wadowice oraz 117 Kalwaria Zebrzydowska Lanckorona – Bielsko-Biała Główna. W mieście znajduje się stacja kolejowa Wadowice, z której (według rozkładu jazdy z okresu 2023/24) odjeżdżały pociągi regionalne do stacji: Bielsko-Biała Główna i Kraków Główny, poranny – pośpieszny pociąg do stacji Sucha Beskidzka, oraz wieczorny – pośpieszny pociąg do Stacji Bielsko-Biała Główna. Połączenia obsługują Przewozy Regionalne „PolRegio” oraz PKP Intercity.

### Transport lotniczy
W 2013 na terenie firmy Maspex oddano do użytku śmigłowcowe lądowisko Maspex-Wadowice, a przy ul. Karmelickiej – sanitarne lądowisko Wadowice-Szpital.
Około 6 km na południowy wschód od miasta znajduje się również prywatne lądowisko TDJ S.A. Klecza.

## Sport

### Kluby sportowe
- Miejski Klub Sportowy (MKS) Skawa Wadowice – wielosekcyjny klub sportowy założony w 1907 roku przez cechy rzemieślnicze. Pierwszym prezesem klubu był Ignacy Markielowski. Obecnie działają cztery sekcje: piłkarska, koszykarska, siatkarska i tenisa stołowego. Barwy klubowe: czerwono-zielone. Sekcja piłkarska uczestniczy w rozgrywkach ligi okręgowej, korzystając ze Stadionu im. Czesława Panczakiewicza na 2000 miejsc (1300 siedzących) przy ul. Błonie 2[34]
- Wadowicki Klub Sportowy Seido Karate – karate, Iaido, Kenjutsu, samoobrona MDS – klub z ponad 40 letnią tradycją.
- Parafialny Uczniowski Klub Sportowy Karol Wadowice – piłka nożna, pływanie, turystyka – od 2003 roku.
- LKS Zaskawianka Wadowice – piłka nożna,
- KS Aquila – kolarstwo,
- Wieża Wadowice – klub szachowy,
- Kick-boxing Sport-Kurs,
- Kick-boxing Mawashi,
- ALPS Wadowice, Stowarzyszenie na Rzecz Upowszechniania Kultury Fizycznej i Sportu – siatkówka (młodziczki, kadetki i kadeci),
- Formma Gym Wadowice Klub MMA – mieszane sztuki walki.

### Obiekty sportowe
- Stadion Miejski im. Czesława Panczakiewicza (MKS Skawa),
- Kryta pływalnia Delfin,
- ORLIK,
- Boisko sportowe LKS Zaskawianka Wadowice,
- Ujeżdżalnia przy WDW Podhalanin,
- Hala sportowa z zapleczem przy Zespole Szkół Publicznych nr 3,
- Hala sportowa z zapleczem przy Zespole Szkół Publicznych Nr 1.

## Imprezy cykliczne
- Bieg Powsinogi,
- Reggae Most,
- Pikniki na Wenecji,
- Sylwester na rynku,
- Bieg Wadowicki,
- Wadowicki Półmaraton Górski.

## Turystyka

### Piesze szlaki turystyczne
- Szlak im. Czesława Panczakiewicza: Wadowice – Zawadka – Przełęcz Czesława Panczakiewicza – Ponikiew – Przełęcz Pod Gancarzem – Schronisko PTTK Leskowiec – Makowa Góra – Tarnawa Górna
- Wadowice – Gorzeń Górny – Jaroszowicka Góra – Łękawica – Żar
- Wadowice – Tomice – Witanowice – Babica – Wysoka – Kalwaria Zebrzydowska
- Wadowice – Tomice – Woźniki – Grodzisko – Trzebieńczyce – Zator

## Wspólnoty wyznaniowe
- Kościół rzymskokatolicki:
  - parafia Ofiarowania Najświętszej Maryi Panny
  - parafia św. Piotra Apostoła
- Mesjańskie Zbory Boże (Dnia Siódmego):
  - punkt misyjny w Wadowicach podległy zborowi w Warszawie[35]
- Świadkowie Jehowy:
  - zbór Wadowice-Brody
  - zbór Wadowice-Spytkowice (w tym grupa języka migowego) – Sala Królestwa ul. Bałysa 6[36][37][38]
- Ligmincha Polska:
  - ośrodek w Wadowicach[39].

## Współpraca międzynarodowa
Miasta i gminy partnerskie:
- Asyż, Włochy
- Canale d’Agordo, Włochy
- Carpineto Romano, Włochy (29.04.1994)
- Pietrelcina, Włochy
- San Giovanni Rotondo, Włochy
- Sona, Włochy (13.11.1993)
- Marktl, Niemcy
- Kecskemét, Węgry
- Chicago Heights, Stany Zjednoczone